# Басейн Убсу-Нур

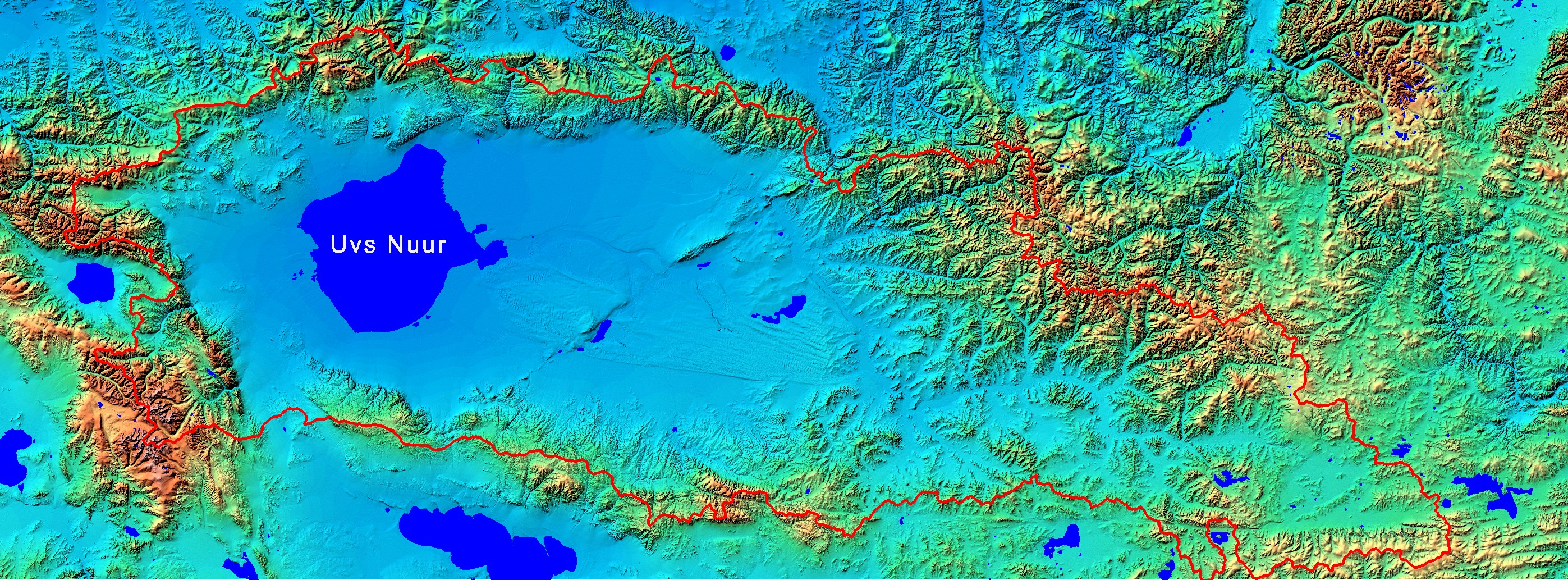
Басейн Убсу-Нур

Басейн Убсу-Нур — басейн озера Убсу-Нур, найпівнічніший замкнутий стічний басейн в Центральній Азії. Територія басейну входить до складу Росії (заповідник Убсунурська улоговина) і Монголії (район озера Убсу-Нур). Є природоохоронною зоною в обох країнах. Загальна площа 1 068 853 га.
Улоговина Великих Озер є великою міжгірною западиною, відокремленою горами Монгольського Алтаю і Гобійського Алтаю на півдні і заході (на півдні улоговина доходить до пустельної западини Шаргай Гобі), відрогами Хангаю на сході, хребтом Танну-Ула на півночі і площею понад 100 000 км². Улоговина розташована на кордоні Республіки Тува і Монголії. Довжина її зі півночі на південь 160 км, а з заходу на схід 600 км.
У найнижчій частині улоговини лежать озера, вздовж берегів яких розташовані тераси і вали, які свідчать про колишній високий рівень води. Долини стікаючих річок, при виході в улоговину розширюються, створюючи широкі дельти. В західній частині улоговини лежить солоне озеро Убсу-Нур, найбільше в Монголії.
Провідними формами рельєфу в Улоговині Великих Озер є скелясті гори, похилі рівнини, озерні рівнини, а також піщані скупчення різноманітних типів. Унікальною особливістю улоговини є наявність майже всіх природних зон на обмеженому просторі. На дні улоговини — піщані і глинясті пустелі, на підгірських рівнинах — сухі степи. Вище схилами гір розташовані високотравні степи, перехідні в лісостепи. Ще вище в горах зростають змішані листяні і хвойні ліси. Нарешті, на вершинах лежать тундри і гольці. Таким чином в Улоговині Великих Озер розташовані найпівнічніші у світі пустелі, а в її гірському оточенні найпівденніші тундри.
Територією улоговин прямує давній центральноазійський шлях міграції водоплавних Західного і Середнього Сибіру. Кілька тисяч років нескінченні покоління лебедів, гусок і качок прямують через улоговину Великих озер до узбережжя Жовтого моря і далі до місць зимівель в Південно-Східної Азії.
У 2003, прийняте рішення про внесення басейну Убсу-Нур до каталогу Світової спадщини ЮНЕСКО. Об'єкт Світової спадщини включає 12 ділянок — 7 кластерних ділянок державного заповідника «Убсунурська улоговина» (Росія), 4 ділянки природного заповідника «Убсу-Нур» і заказник «Тес-Хем» (Монголія). Внесення його в Список ґрунтується на критеріях II і IV (міжнародне наукове значення і збереження високого біологічної та ландшафтного розмаїття).